# Чирлидинг
Чирлидингът (на английски: cheerleading) е дейност, при която участниците (наричани „мажоретки“) приветстват екипа си като форма на насърчение. Тя може да варира от скандиране на лозунги до интензивна физическа активност. Може да се изпълнява за мотивиране на спортни отбори, за забавление на публиката или за състезание. Мажоретните процедури обикновено варират от една до три минути и съдържат компоненти на акробатика, танци, скокове, скандирания и каскади.
Чирлидингът произхожда от Съединените щати и остава предимно в Америка, като към 2017 г. участниците в него се оценяват на 3,85 милиона.